# Hubertia rosellata
Hubertia rosellata là một loài thực vật có hoa trong họ Cúc. Loài này được (DC.) C.Jeffrey mô tả khoa học đầu tiên năm 1992.